# 旅路 (松山千春の曲)
「旅路」（たびじ）は、松山千春が1986年10月10日にリリースした22枚目のシングルである。

## 解説
カップリング「旅立ち」は松山初のセルフカバーで、アルバム『旅立ち』に収録。

## 収録曲
| 全作詞・作曲: 松山千春、全編曲: 飛澤宏元。 |            |          |            |      |
| #                                          | タイトル   | 作詞     | 作曲・編曲 | 時間 |
| 1.                                         | 「旅路」   | 松山千春 | 松山千春   | 5:13 |
| 2.                                         | 「旅立ち」 | 松山千春 | 松山千春   | 3:03 |
| 合計時間:                                  | 合計時間:  | 8:16     |            |      |